# Festa Literária das Periferias

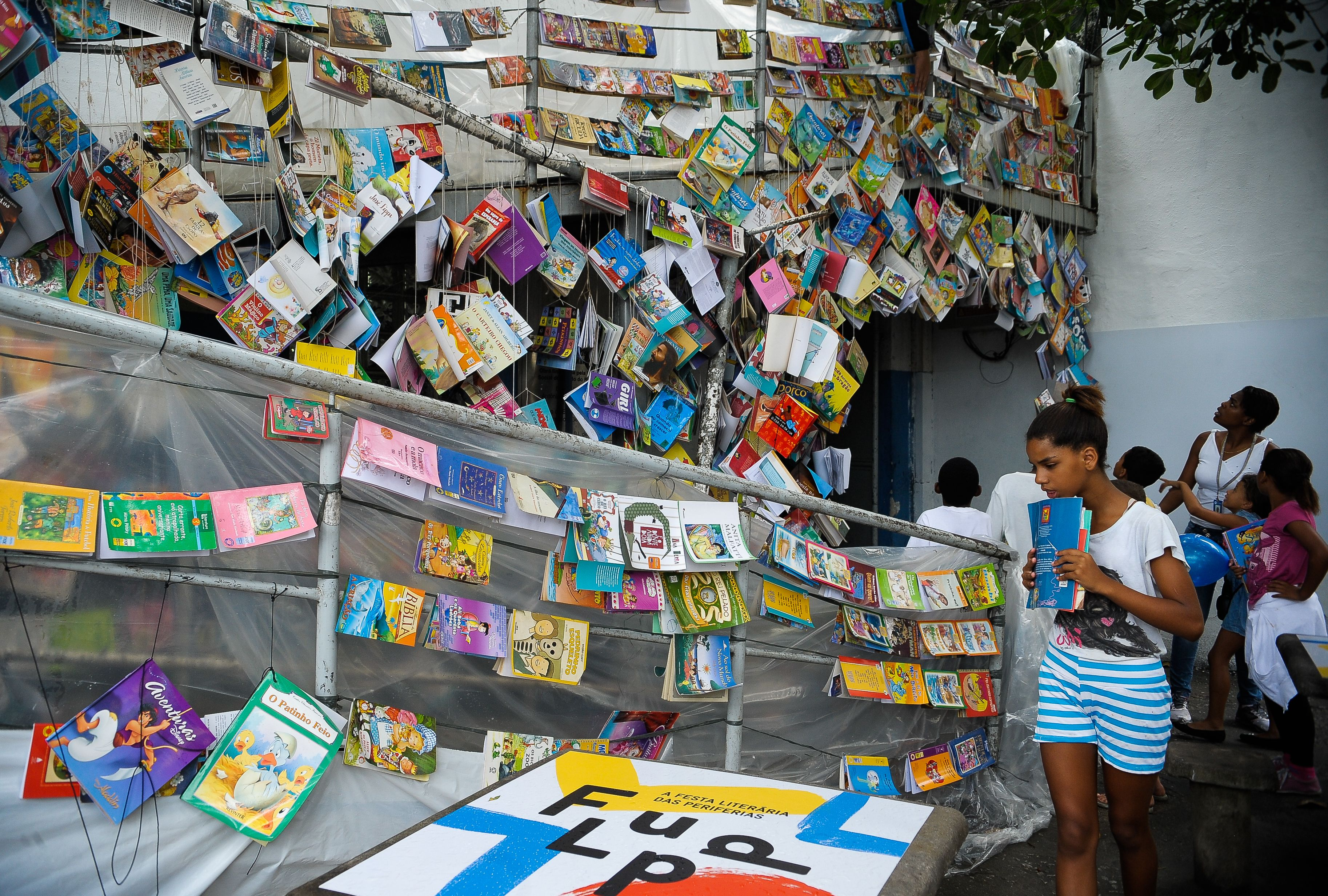
Crianças da comunidade escolhem livros na abertura da quarta edição da Festa Literária das Periferias (Flupp) (Tomaz Silva/Agência Brasil)

Festa Literária das Periferias (FLUPP) é um festival de literatura realizado anualmente, desde 2012, em comunidades do Rio de Janeiro.

## Histórico
O evento foi idealizado pelos escritores Julio Ludemir e Écio Salles, inspirada na Flip e outras similares. A primeira edição foi chamada de "Festa Literária das UPPs", mas em seguida os dois idealizadores decidiram se desvincular da política de ocupação do governo do Rio de Janeiro, estendendo a programação para comunidades que não tinham sido ocupadas por UPPs.
A partir de 2014, comunidades de outras cidades do Brasil, como Alagados e Cidade Industrial de Curitiba, passaram a receber parte da programação da FLUPP. No mesmo ano foi criada a Rio Poetry Slam, uma competição de poesia falada.

## Edições
| Ano  | Local              | Homenageado                               | Convidados |
| ---- | ------------------ | ----------------------------------------- | --- |
| 2012 | Morro dos Prazeres | Lima Barreto                              | Ariano Suassuna, Ferreira Gullar, João Ubaldo Ribeiro, Ana Maria Machado, Juan Pablo Villalobos, Najwan Darwish, MC Swat                  |
| 2013 | Vigário Geral      | Waly Salomão                              | Omar Salomão, Antonio Cícero, Jards Macalé, Jorge Mautner, João Máximo, Muniz Sodré, Paradise Sorouri, Diverse Suhrab Sirat, Toni Marques |
| 2014 | Mangueira          | Abdias Nascimento                         | Rodrigo Lacerda, Toni Blackman, Joel Rufino dos Santos, Koffi Kwahulé, Nuria Barrios, Anna Dantes, Jessé Andarilho, Denis Merklen         |
| 2015 | Chapéu Mangueira   | Nise da Silveira                          | Alan Campbell, Caryl Férey, Uwe Timm, Amyr Klink, Jean Wyllys, Rogério Rosenfeld                                                          |
| 2016 | Cidade de Deus     | Caio Fernando Abreu                       | Akwaeke Emezi, Pamela Lightsey, Conceição Evaristo, Patrick Chamoiseau, Nadifa Mohamed, Ana Maria Gonçalves                               |
| 2017 | Vidigal            | Oduvaldo Vianna Filho                     | Sam Bourcier, Saul Williams, Paolo Gerbaudo, Renato Aragão                                                                                |
| 2018 | Cais do Valongo    | Maria Firmina dos Reis e Martinho da Vila | Gilberto Gil, Liniker, Geovani Martins, Heloísa Buarque de Hollanda, Giovana Xavier, Felwine Sarr, Paola Anacoana                         |

## Rio Poetry Slam
O Rio Poetry Slam é um poetry slam disputado anualmente desde 2014 como parte da programação da FLUP. Os participantes são convidados pela curadora Roberta Estrela D'Alva entre slammers de diversos países
| Ano  | Vencedor         | País           |
| ---- | ---------------- | -------------- |
| 2014 | Keith Jarrett    | [ 9 ]          |
| 2015 | João Paiva       | [ 10 ]         |
| 2016 | Mel Duarte       | [ 11 ]         |
| 2017 | Jennifer Falú    | Estados Unidos |
| 2018 | Ikenna Onyegbula | Canadá         |